# آدولف (ویرجینیای غربی)
ادولف، وت ویرجینیا (به انگلیسی: Adolph, West Virginia) یک منطقهٔ مسکونی در ایالات متحده آمریکا است که در ویرجینیای غربی واقع شده‌است.